# Шуя (ракетный катер)
Р-71, с 2014 года Р-71 «Шуя» — ракетный катер проекта 12417 (шифр «Молния-1», кодовое обозначение НАТО — Tarantul-IV class) Черноморского флота ВМФ СССР и ВМФ России.

## Проект
ЦКБ «Алмаз» в 1973 году приступило к разработке нового катера проекта 1241 «Молния», проектом занялась группа специалистов с главным конструктором Е. Ю. Юхниным. Эволюционной ступенью ракетных катеров данного класса стали ракетные катера проекта 1241.1Т («Молния-1» или «Tarantul-II class») — корабли, предназначенные для уничтожения боевых кораблей, транспортных и десантных судов противника в море и местах их базирования, а также для прикрытия собственных кораблей и транспортных судов от атак надводных сил противника или воздушного налёта.
Проект 1241.1Т был оснащён усиленным радиолокационным оснащением и выпускался с 1980 года. Изначально он создавался под ударный комплекс с противокорабельными ракетами «Москит», но в связи с задержкой в производстве было принято решение начать выпуск катеров с противокорабельными ракетами П-15 «Термит». Также модификация отличалась наличием двухвальной газо-газотурбинной энергетической установки. Вооружение автоматическая артиллерийская установка АК-176М (воздушные, морские и береговые цели; носовая часть), две сшестерённые автоматические скорострельные артустановки АК-630М (воздушные и небольшие морские цели; кормовая часть) и пост ПЗРК «Игла» (воздушные цели; кормовая часть).
Всего в 1976—1986 годах было построено 12 таких катеров.

## Тактико-технические данные
- Водоизмещение: 495 т.

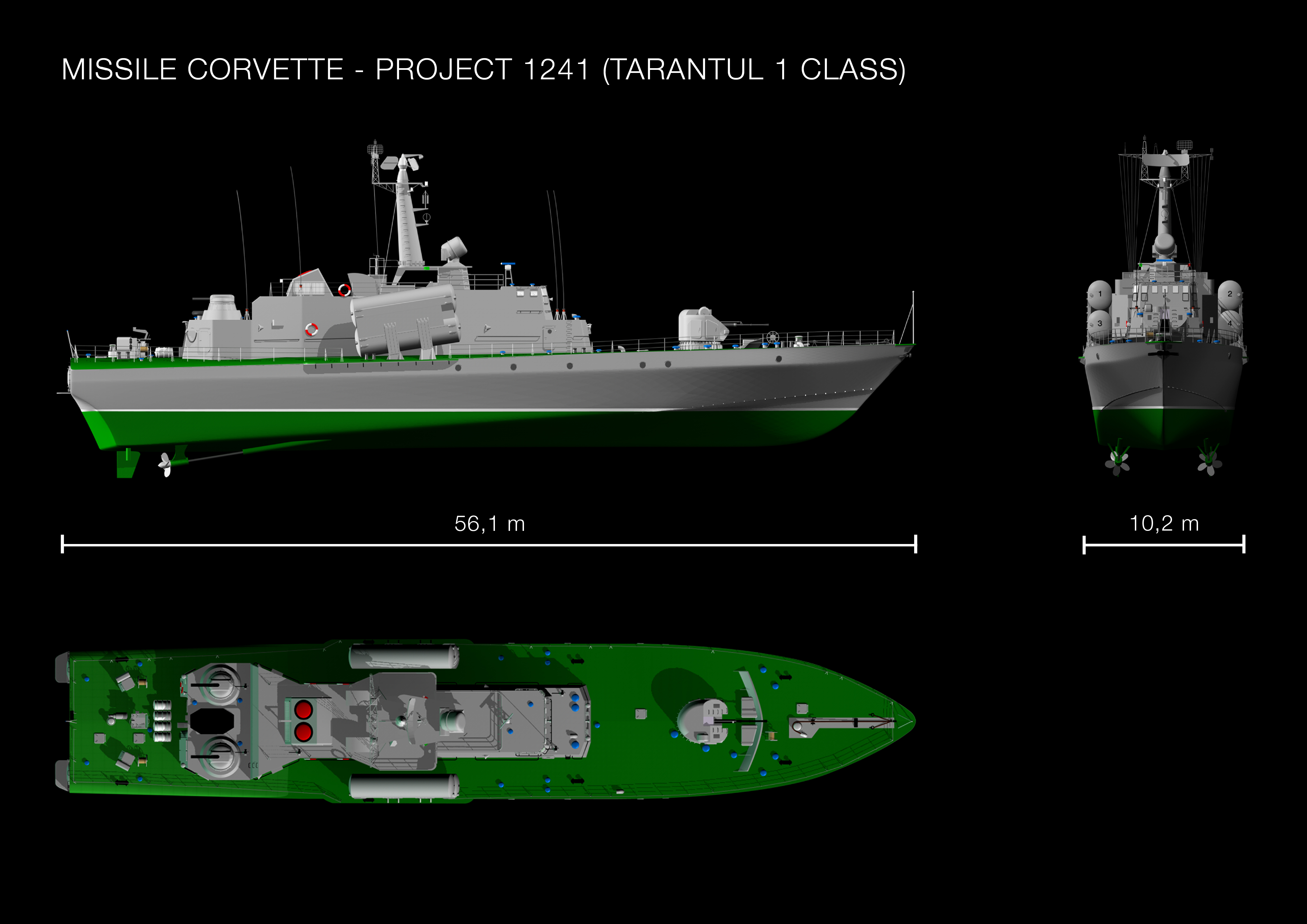

- Размеры: длина — 56,1 м, ширина — 10,2 м, осадка — 4,36 м.
- Скорость полного хода: 42 узла
- Дальность плавания: 1600 миль при 20 узлах.
- Силовая установка: смешанная, 2 маршевых турбины, 8000 л. с. + 2 турбины крейсерского хода, 24000 л. с., 2 винта.
- Вооружение: 2х2 пусковых установки противокорабельных ракет «Термит» (4 ракеты П-15М), 1 76,2-мм артустановка АК-176, 1 зенитно-ракетный артткомплекс «Кортик» (8 ЗУР + 2х6 30-мм) — демонтирован в 1999 году. С января 2021 г. — зенитно-ракетный артткомплекс «Панцирь-М» (8 ЗУР (+32 ракеты в запасе) + 2х6 30-мм орудия) — был демонтирован в феврале 2022[1].

На данном корабле 12417 («Tarantul-IV class» по классификации NATO) вместо двух кормовых артустановок АК-630 был смонтирован зенитный-ракетный артиллерийский комплекс (ЗРАК) «Кортик». Он обеспечивает в автономном автоматическом режиме обнаружение, опознавание и уничтожение воздушных целей, в том числе и зависших над водой вертолетов, в различных метеоусловиях и в любое время суток. Ракета 9М-311, способная поражать воздушные цели со скоростью до 500 м/с, выводится на линию визирования по радиосигналам. Установка включает в себя два четырёхконтейнерных пакета зенитных ракет, каждая из которых имеет длину 2,65 м, массу осколочно-стержневой боевой части 9 кг и скорость до 900 м/с, неконтактный датчик цели. Артиллерийское вооружение комплекса состоит из двух шестиствольных 30-мм зенитных автоматов с беззвеньевой системой питания и автономным охлаждением стволов. Суммарный темп стрельбы — 10000 выстрелов в минуту. «Кортик» оснащен радиолокационной и цифровой вычислительными системами, оптическим прицелом и системой наведения и стабилизации, что обеспечивает защиту ближней зоны около катера от крылатых ракет, самолётов, вертолетов и управляемых авиабомб с одновременным отслеживанием 6 целей на высотах от 4 км до предельно малых и на дальности от 8 до 1,5 км (на этом рубеже цели поражаются зенитными ракетами) и ближе, вплоть до 500 метров с дострелом артиллерией.
- Экипаж: 41 человек[1].

## Постройка
Ракетный катер Р-71 был заложен по скорректированному проекту 12417 12 августа 1981 года на Средне-Невском ССЗ. Заводской № 201, спущен на воду 14 сентября 1983 года. В октябре 1983 года катер был переведен по внутренним водным путям в Керчь для дооборудования. В состав черноморской 41-я бригада ракетных катеров был принят 23 августа 1985 года и поднял военно-морской флаг СССР.

## Служба
Тактический номер катера — 962.
Ракетный катер Р-71 вошел после испытаний в состав сил постоянной готовности и произвел около 20 пусков противокорабельных ракет. В течение 1989—1992 годов катер прошел средний ремонт и замену опытного образца «Кортика» на серийный. В последующем данный ЗРАК был снят с корабля.
При разделе Черноморского флота достался ВМФ России. Приказом главкома ВМФ «Р-71» объявлен лучшим ракетным катером ВМФ РФ, а в 1997 году получил Приз Командующего Черноморским флотом за лучшую стрельбу по морским целям. Катер несколько лет подряд участвовал в парадах на День ВМФ России. В 1997 году катер успешно провел первую стрельбу двухракетным залпом в бухте Севастополя.
В период с 2009 по 2013 годах находился в отстое в Карантинной бухте. В 2014 году ракетный катер «Р-71» был поставлен на ремонт на 13-й судоремонтный завод для восстановительного ремонта. В августе 2014 году катер был переименован и получил название — Р-71 «Шуя». Одновременно за катером взял шефство одноимённый город Ивановской области. Несколько моряков катера были награждены медалью «За возвращение Крыма». В 2015 году катер снова участвовал в параде на День ВМФ России.
В 2019 году у причальной стенки судоремонтного завода на катере произошло возгорание. Вооружения и экипажа на борту не было.
Этот последний из оставшихся в строю ЧФ ракетный катер с ПКР «Термит» до списания активно использовался. Противокорабельные ракеты, морально устаревшие для выполнения своих прямых функций, выполняли роль ракет-мишеней на практических стрельбах во время учений флота. Ракетный катер входил в состав 295-го Сулинского дивизиона ракетных катеров 41-й бригады ракетных катеров с базированием на бухту Карантинную, Севастополь. В январе 2021 года на катере был установлен опытный образец нового зенитного ракетно-артиллерийского комплекса морского базирования «Панцирь-М». После проведенных испытаний он был демонтирован с катера в феврале 2022 года.
В 2021 году катер участвовал в учениях кораблей Крымской и Новороссийской военно-морских баз. В них приняли участие ракетные катера «Ивановец», командир капитан 3 ранга Николай Шмонов, «Набережные Челны», капитан 3 ранга Александр Зайцев, «Шуя», капитан 3 ранга Иван Колпаченко и Р-60 капитан-лейтенант Данила Клепиков. Руководил действиями экипажей командир бригады капитан 1-го ранга Валерий Ткаченко, посреднические функции при отражении атак с моря выполнял начальник штаба соединения капитан 2-го ранга Валерий Транковский.
Ракетный катер был исключен из списков флота в 2023 году.

## Командиры
В разное время ракетным катером командовали:
- капитан-лейтенант Васильчук Д.;
- капитан 3-го ранга Кляузов И. И.;
- капитан 3-го ранга Матюхин В.;
- капитан 3-го ранга Кравец Ю;
- капитан 3-го ранга Алексей Орляпов;
- капитан 3-го ранга Иван Колпаченко.
- капитан 3-го ранга Дронов Д.В.